# Marie Høgh
Marie Høgh (født 16. maj 1985) er cand.theol., sognepræst i Sankt Nikolai Sogn i Holbæk, forfatter og samfundsdebattør.  Ved folketingsvalget 2019 stillede hun op som kandidat for Det Konservative Folkeparti i Københavns Storkreds.

## Baggrund
Marie Høgh blev uddannet som cand.theol fra Københavns Universitet i 2013. Efter sin uddannelse vikarierede Høgh i Ribe Domkirke og Seem pastorat (2014-2015). I 2016 blev hun ansat som sognepræst i Lynge-Uggeløse pastorat,og i december 2022 blev hun fastansat som sognepræst i Sct. Nikolai Kirke i Holbæk.
Marie Høgh blev kendt i offentligheden i 2015 under en sag om ansættelse af en ny præst ved Christianskirken i Berlin, hvor Høgh ved en ansættelsessamtale ifølge øjenvidner blandt andet blev udspurgt om sit politiske ståsted.

## Tidehverv og vielser af homoseksuelle
Høgh har tidligere været tilknyttet den teologiske bevægelse Tidehverv. Da hun i april 2017 fortalte i Morgenavisen Jyllands-Posten, at hun havde opgivet sin tidligere modstand mod vielse af homoseksuelle, førte det til en debat med andre Tidehvervsfolk, der var uenige med Høghs melding. Høgh fortalte bagefter Kristeligt Dagblad, at hun fortsat gerne ville opfattes som grundtvigsk-tidehvervsk, men samtidig tog afstand fra den nuværende tidehvervske inderkreds, som hun opfattede som useriøs og selvretfærdig.

## Politisk karriere
I januar 2019 blev Høgh valgt som folketingskandidat for Det Konservative Folkeparti ved en generalforsamling i partiets vælgerforening i København. Hun fik 867 personlige stemmer i Københavns Storkreds ved folketingsvalget i juni 2019, hvilket resulterede i en plads som 4. suppleant for partiets folketingsmedlem i storkredsen Katarina Ammitzbøll.